# Eggersdorf (Petershagen/Eggersdorf)

Lageplan von Eggersdorf aus der Wendenzeit

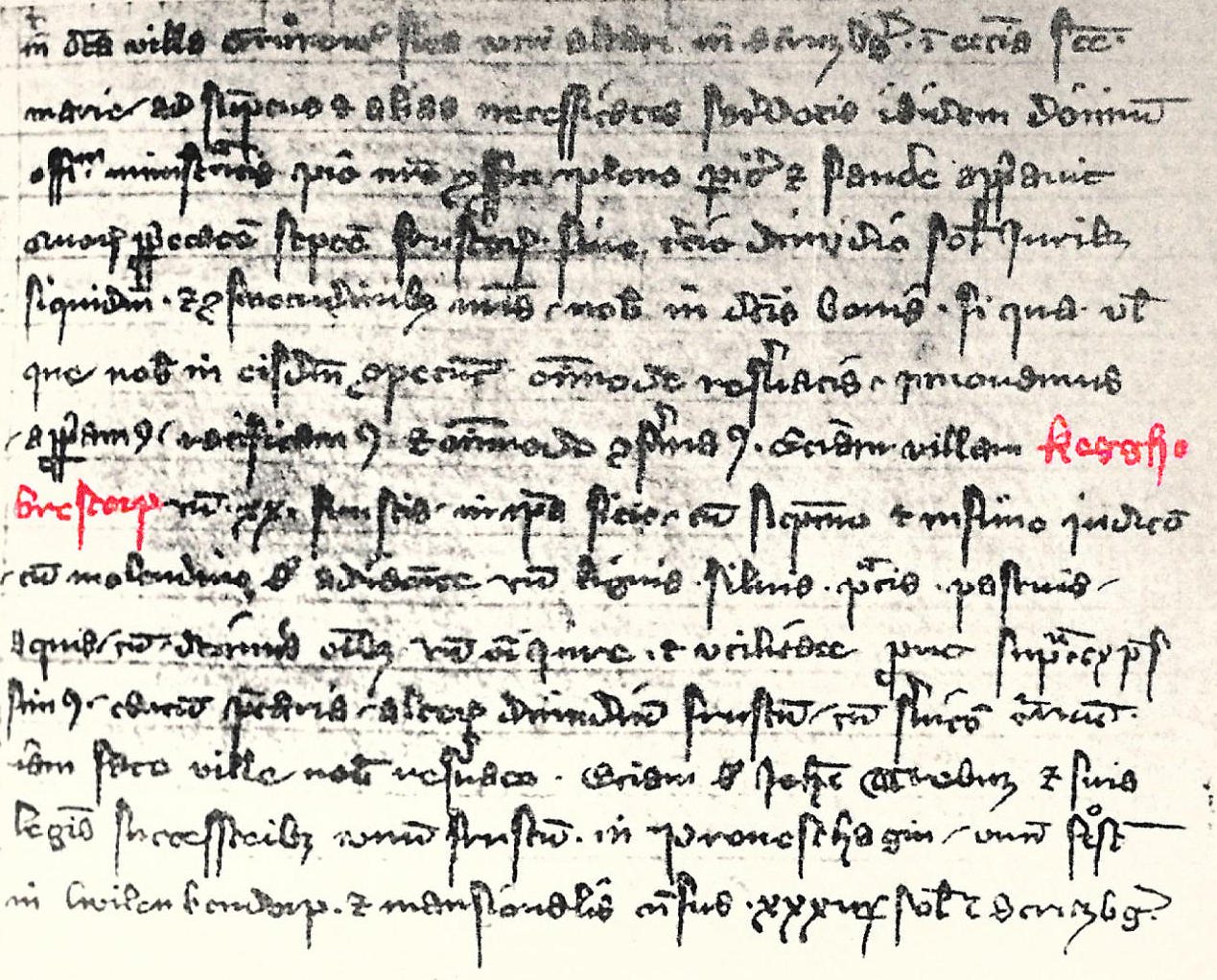
Eggersdorf in einer Urkunde von 1333 (Hegghebrestorp)

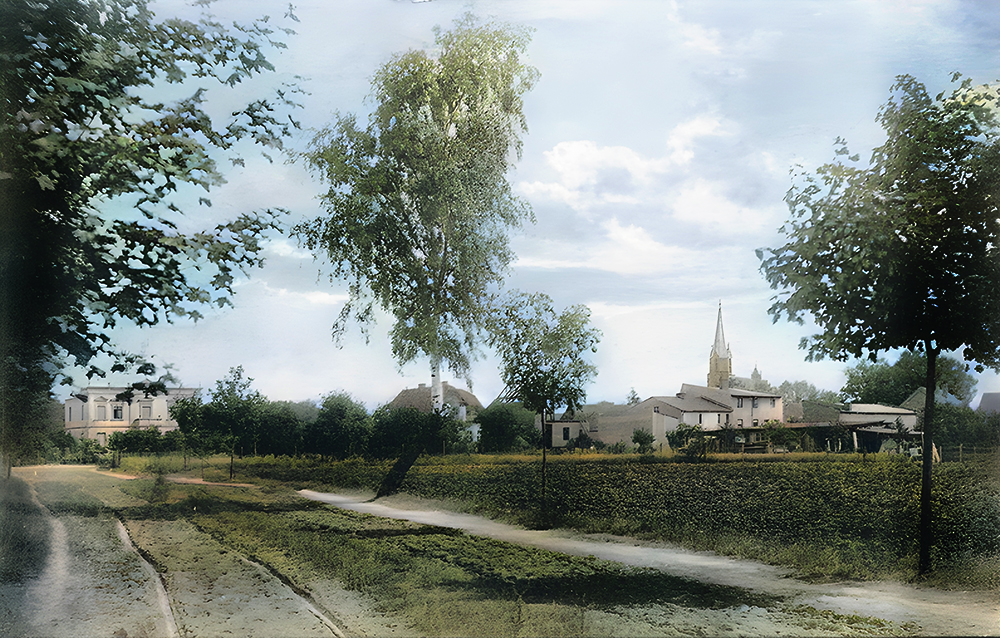
Blick auf Eggersdorf von Petershagener Chaussee um 1906 (koloriert)

Eggersdorf ist ein Ortsteil der amtsfreien Gemeinde Petershagen/Eggersdorf im Landkreis Märkisch-Oderland in Brandenburg.

## Geschichte

### Ur-Frühgeschichte
Eggersdorf war ursprünglich ein Slawendorf, das sich an einer Handelsstraße und unterhalb den Fredersdorfer Mühlenfließes befand und erstmals 1230 erwähnt wurde.

### Etymologie
Die ältesten bekannten Namensformen sind Hegghebrestorp (1333), Eggebrechtsdorp (1376) und Eggersdorf (1450). Vermutet wird, das der Name von einem Einheimischen kam, der so ähnlich hieß, oder dass die aus Eckmannsdorf bei Jüterbog eingewanderten Kolonisten den Namen ihres Ortes mitbrachten.

### 19. Jahrhundert
Mit dem Bau der Ostbahn hatte Eggersdorf mit dem Bahnhof Strausberg seinen eigenen Verkehrsanschluss an die Stadt Berlin.

### 1900 bis 1932

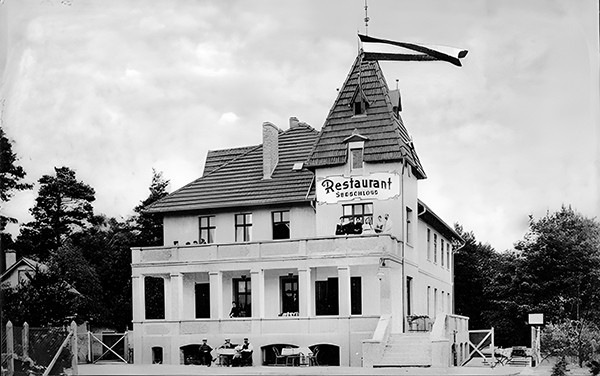
Restaurant Seeschloss um 1908

Durch den Anschluss an die Ostbahn kamen immer mehr Berliner zur Erholung auf die umliegenden Dörfer am Rande Berlins. Das förderte die örtliche Kultur und brachte auch in Eggersdorf einige Veränderungen. Eggersdorf wurde wie Petershagen oder Strausberg zu einem Naherholungsort. Mit der Lage zum Fließ und zum Bötzsee war das Dorf auch ein optimaler Ort für Berliner Siedler, die ein Wochenendgrundstück im Grünen suchten. Neben einer Villenkolonie zwischen Eggersdorf und dem Bahnhof Strausberg entstand auch unterhalb des Bötzsees eine große Siedlung mit Gärten, Lauben und Villen mit dem Namen Hohenfließ. Während es im Zentrum Eggersdorfs den Gasthof Catholy und das Restaurant Tübbecke mit ein paar Geschäften gab, bildete Hohenfließ seine ganz eigenen Strukturen. Ende des 19. Jahrhunderts wurde von August Reschke das Hotel und Restaurant „Rothkäppchen“ und von Ferdinand Damm das Restaurant „Zum Hungrigen Wolf“ in der Altlandsberger Chaussee nahe des Bötzsees eröffnet. Wenig später kam zwischen den beiden Lokalen gelegen auch das Restaurant Seeschloss dazu, welches bis heute besteht.

### 1933 bis 1945
Eggersdorf wurde ein entscheidender Träger der organisierten NS-Kultur in der Umgebung von Strausberg. Das Restaurant Tübbecke und der Gasthof Catholy wurden als Sturmlokale und als feste Treffpunkte der NS-Organisationen genutzt. Auch am Bötzsee entstand ein Ferienlager der Hitler-Jugend.

### Seit 1993
1993 wurde Eggersdorf im Zuge der Kreisreform in Brandenburg mit dem Dorf Petershagen bei Berlin zur selbstständigen Gemeinde Petershagen/Eggersdorf.

## Sehenswürdigkeiten und Kultur
- Die evangelische Dorfkirche Eggersdorf an der Ecke Wilhelmstraße/Mühlenstraße aus dem Jahre 1870 ist neben den typisch neugotischen Stilelementen vor allem durch ihr gelbes Backsteinmauerwerk gekennzeichnet. Seit dem Abschluss jahrelanger Sanierungsarbeiten im Jahr 2000 wird die Kirche von der Gemeinde großflächig beleuchtet.
- Stolperstein von Senin Glazeroff, Showtänzer in der Rosa-Luxemburg-Straße 45
- Friedenseiche Wilhelmstraße/Ecke Mühlenstraße, Naturschutz, gepflanzt 1666